# Лежнев, Абрам Захарович
Абрам Захарович Лежнев (первоначальное имя Абра́м Зе́ликович Горе́лик; 19 июня 1893, Паричи, Минская губерния — 8 февраля 1938, «Коммунарка», Московская область) — советский критик и литературовед. Участник литературной группы «Перевал».

## Биография
Родился в Паричах Бобруйского уезда Минской губернии в семье крупного лесопромышленника, купца первой гильдии Зелика Шимоновича Горелика. Всего в семье было двенадцать детей. Изучал медицину в Женеве, в 1922 году окончил Екатеринославскую медицинскую академию. Занимался преподавательской деятельностью.
В 1926 году вступил в литературную группу «Перевал».
Считается[кем?] первым литературоведом, показавшим[уточнить], что М. Шолохов не может быть автором «Тихого Дона».
В качестве переводчика сопровождал Андре Жида во время его путешествия по СССР.
5 ноября 1937 года был арестован по обвинению в участии в «контрреволюционной террористической организации», 8 февраля 1938 года Военной коллегией Верховного суда СССР приговорён к смертной казни и в тот же день расстрелян на «Коммунарке». Реабилитирован Военной коллегией Верховного суда СССР 11 августа 1956 г.

## Творчество
Литературно-критические статьи начал писать в 1922 г. С 1924 г. регулярно публиковался в «Правде», журналах «Прожектор», «Печать и революция», «Новый мир», «Красная новь», «Спутник коммуниста» и др. В 1926 г. в издательстве «Круг» вышла его первая книга — «Вопросы литературы и критики».
Один из теоретиков литературной группы «Перевал»; примыкал к социал-демократам меньшевикам.
Выступал за «органическое искусство», в котором «слитны идеология и эстетический момент», против отрицания «учительской» роли искусства и против теории «социального заказа».
Первым написал о художественных открытиях Пастернака. Его перу принадлежит проницательный анализ творчества Горького, Сельвинского, Фадеева, Багрицкого, Гладкова, Олеши, Вс. Иванова, Сейфуллиной, Бабеля, Уткина, Леонова.

### Избранные сочинения
Источник — Электронные каталоги РНБ
- Лежнев А. Вопросы литературы и критики. — М. ; Л.: Круг, 1926. — 214 с.
- Лежнев А. Максим Горький : Его жизнь и творчество. — М.: Гудок, 1928. — 64 с. — (Прилож. к газ. «Гудок», № 21). — 40 000 экз.
- Лежнев А. Два поэта. Гейне, Тютчев. — М.: Гослитиздат, 1934. — 349 с. — 5000 экз.
- Лежнев А. Деревянный ключ : [Очерки быта Белоруссии]. — М.: Федерация, 1932. — 227 с. — 5000 экз.
  - Лежнев А. Пожар на фабрике // Ровесники: Сборник содружества писателей революции "Перевал". — М. ; Л.: ГИХЛ, 1932. — Т. 8.
- Лежнев А. Всеволод Иванов // Иванов Вс. Избранное. — Харьков, 1927. — С. 3—9.
- Лежнев А. А. В. Кольцов // Кольцов А. В. Собрание стихотворений и писем. — М. ; Л., 1933. — С. 5—22.
- Лежнев А. Литературные будни [Сб. статей]. — М.: Федерация, 1929. — С. 320. — 3000 экз.
- Лежнев А. О литературе : Статьи. — М.: Сов. писатель, 1987. — С. 429. — 7000 экз.
- Лежнев А. Об искусстве : [Критич. статьи]. — М.: Гослитиздат, 1936. — С. 275. — 5000 экз.
- Лежнев А. Проза Гейне // Гейне Г. Полное собрание сочинений : в 12 тт. — М. ; Л., 1935. — Т. 4. — С. 7—80.
- Лежнев А. Проза Пушкина : Опыт стилевого исследования. — М.: Гослитиздат, 1937. — С. 415. — 10 000 экз.
  - . — 2-е изд. — М.: Худож. лит., 1966. — С. 263. — 30 000 экз.
- Лежнев А. Разговор в сердцах : [Статьи о литературе]. — М.: Федерация, 1930. — С. 256. — 3000 экз.
- Лежнев А. Современники : Литературно-критические очерки. — М.: Круг, 1927. — С. 180. — 3000 экз.
- Лежнев А. Ф. И. Тютчев : [Критич. очерк] // Тютчев Ф. И. Стихотворения. — М., 1935. — С. 5—56.
- Лежнев А. А. И. Эртель и его роман «Гарденины» // Эртель А. И. Гарденины, их дворня, приверженцы и враги. — М. ; Л., 1933. — Т. 1. — С. 7—62.
- Лежнев А., Горбов Д. Литература революционного десятилетия. 1917—1927. — Харьков: Пролетарий, 1929. — С. 160. — 3000 экз.

## Адреса в Москве
- 1937 — Сверчков пер., д. 8, кв. 4[7].

## Семья
- Брат — врач Симон Зеликович Горелик (1885—1939), выпускник Сорбонны и Женевского университетов, известный тем, что остановил эпидемию чумы в 1939 году в Москве, поставив правильный диагноз и изолировав саратовского профессора Абрама Львовича Берлина (1903—1939) и себя (оба погибли)[10][11]. Его дочь Мира была замужем за чрезвычайным уполномоченным РСФСР при председателе Китайской Республики, заместителем начальника контрразведки Дальневосточного края, писателем Н. Д. Лухмановым (1904—1938), арестованному и расстрелянному приговором в/с ВКВС СССР по Сталинскому расстрельному списку в Хабаровске, сыном писателя-мариниста Д. А. Лухманова (1867—1946). Его сын — радиофизик Габриэль Симонович Горелик, отец доктора физико-математических наук А. Г. Горелика (род. 1931), заведующего кафедрой оптико-электронных систем Московского университета приборостроения и информатики. Внук — советский и израильский математик М. В. Ломоносов (род. 1939).
- Сестра, Двося Зеликовна Горелик, была замужем за советским дипломатом Г. Л. Шкловским.